# Henriette Morawe

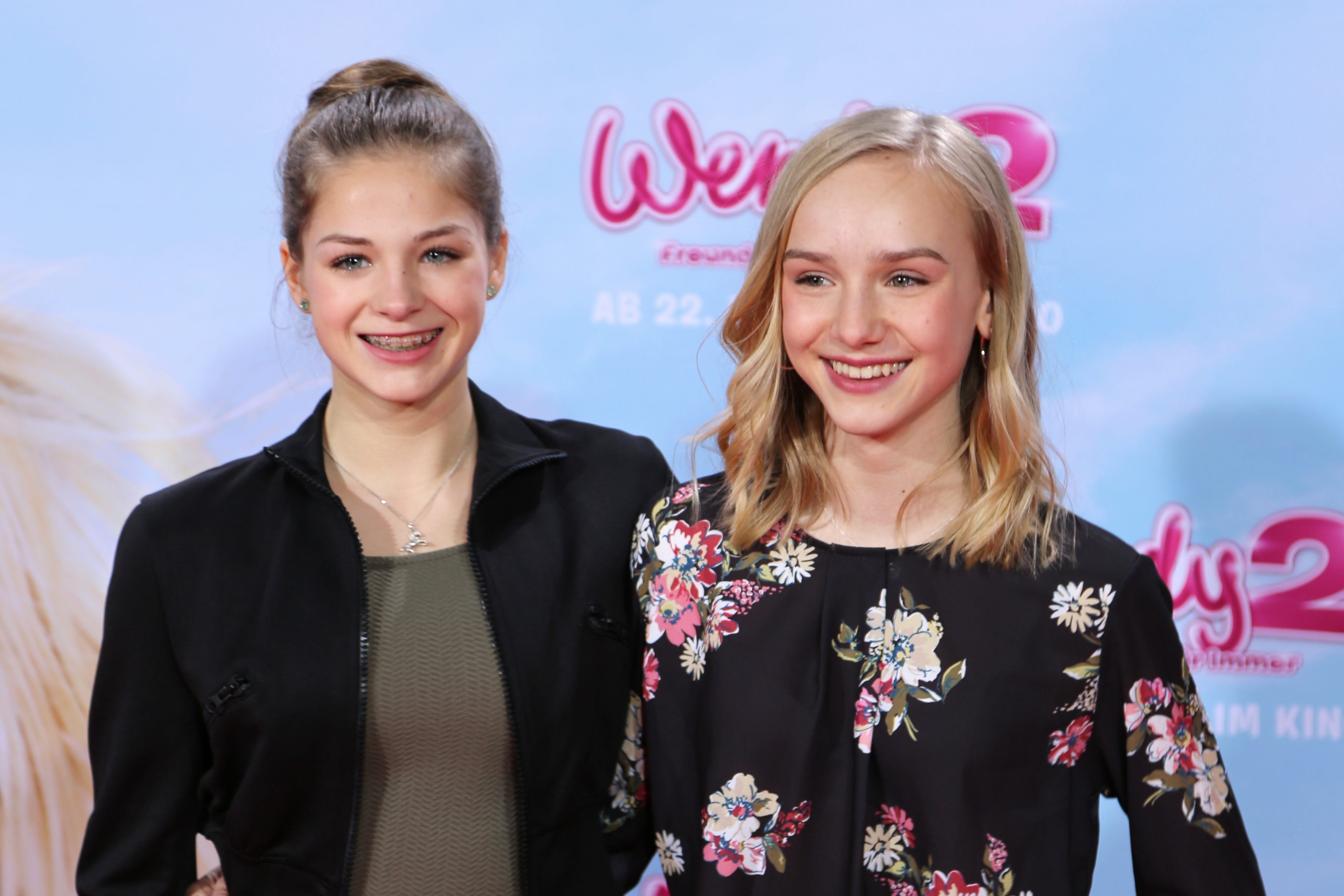
Henriette Morawe (links) mit Jule Hermann (2018)

Henriette Morawe (* 2001) ist eine deutsche Filmschauspielerin.
Sie wurde 2013 durch die Nebenrolle der Tinka in den Ostwind-Verfilmungen bekannt. In der Kinofassung der Wendy-Comics spielte sie 2017 und 2018 die Rolle der Vanessa, die sie auch für die Hörspielfassung des Films sprach.

## Filmografie
- 2013: Ostwind – Zusammen sind wir frei
- 2015: Ostwind 2
- 2017: Wendy – Der Film
- 2017: Ostwind – Aufbruch nach Ora
- 2018: Wendy 2 – Freundschaft für immer
- 2019: Ostwind – Aris Ankunft
- 2021: Ostwind – Der große Orkan